# Banco Victoria
El banco Victoria es una estructura de atolón totalmente sumergida en el norte del archipiélago de Chagos. Se encuentra a 17 kilómetros al noroeste de la isla Nelsons, la única isla del borde norte del Gran Banco de Chagos. Île Boddam, de las islas Salomón, se encuentra a 17 kilómetros al norte.
Este atolón sumergido tiene una forma aproximadamente elíptica, con un tamaño de 6 kilómetros de este a oeste y de 4 kilómetros de norte a sur, y una superficie de unos 19 kilómetros cuadrados. Se eleva abruptamente desde grandes profundidades. La laguna tiene hasta 33 metros de profundidad, mientras que la profundidad a lo largo de gran parte del borde es de sólo 5,5 metros.